# Kallithéa (Argolide)
Kallithéa (grec moderne : Καλλιθέα) est une localité située dans le dème des Naupliens, dans le district régional d'Argolide, dans la périphérie du Péloponnèse, en Grèce.
Selon le recensement de 2021, elle compte 108 habitants.